# Geranomyia podomelania
Geranomyia podomelania är en tvåvingeart som först beskrevs av Alexander 1981.  Geranomyia podomelania ingår i släktet Geranomyia och familjen småharkrankar. Inga underarter finns listade i Catalogue of Life.